# Służewo (gmina)
Służewo (od 1976 Aleksandrów Kujawski) – dawna gmina wiejska istniejąca w latach 1867–1954 oraz 1973–1976 w woj. warszawskim, pomorskim, bydgoskim i włocławskim (dzisiejsze woj. kujawsko-pomorskie). Siedzibą władz gminy było Służewo.
Za Królestwa Polskiego gmina Służewo należała do powiatu radiejewskiego (od 1871 nieszawskiego) w guberni warszawskiej. 31 maja 1870 do gminy przyłączono pozbawione praw miejskich Służewo. W 1919 roku prawa miejskie otrzymał Aleksandrów Kujawski, zostając wyłączony z gminy Służewo.
W okresie międzywojennym gmina Służewo należała do powiatu nieszawskiego w woj. warszawskim. Była to gmina o ekstremalnie peryferyjnym położeniu względem jego stolicy – Warszawy. 20 października 1933 gminę Służewo podzielono na 18 gromad (sołectw): Białe Błota, Broniszewo, Chrusty, Goszczewo, Konradowo, Łazieniec, Odolion, Plebanka, Poczałkowo, Podgaj, Przybranowo, Przybranówek, Rożen, Rudunki,  Służewo,  Stawki, Wólka i Zgoda. 1 kwietnia 1938 roku gminę wraz z całym powiatem nieszawskim przeniesiono do woj. pomorskiego.
Po wojnie gmina weszła w skład terytorialnie zmienionego woj. pomorskiego. 12 marca 1948 roku powiat nieszawski przemianowano na powiat aleksandrowski, a woj. pomorskie 6 lipca 1950 roku na woj. bydgoskie. Według stanu z 1 lipca 1952 roku gmina składała się z 18 gromad. Gmina została zniesiona 29 września 1954 roku wraz z reformą wprowadzającą gromady w miejsce gmin.
Jednostkę reaktywowano 1 stycznia 1973 roku w powiecie aleksandrowskim w woj. bydgoskim wraz z kolejną reformą administracyjną. W jej skład weszło 25 sołectw: Broniszewo, Chrusty, Goszczewo, Grabie, Konradowo, Łazieniec, Opoczki, Opoki, Ostrowąs, Ośno, Ośno-Parcele, Plebanka, Poczałkowo, Podgaj, Przybranowo, Przybranówek, Rożno, Rudunki, Słomkowo, Służewo,  Stawki, Wilkostowo, Wólka, Zduny i Zgoda. W skład nowej gminy Służewo weszły sołectwa należące przed 1954 do gminy Koneck (Ostrowąs, Słomkowo) i miasta Aleksandrów Kujawskiego (Ośno, Ośno-Parcele) w powiecie aleksandrowskim, gminy Dąbrowa Biskupia w powiecie inowrocławskim (Opoczki, Opoki, Wilkostowo, Zduny) oraz gminy Popioły w powiecie toruńskim (Grabie). W skład nowej gminy Służewo nie weszły natomiast należące do niej przed 1954 sołectwa Białe Błota i Odolion (weszły w skład nowej gminy Raciążek).
1 czerwca 1975 roku gmina weszła w skład nowo utworzonego woj. włocławskiego. 2 lipca 1976 roku siedzibę gminy przeniesiono ze Służewa do Aleksandrowa Kujawskiego, a nazwę jednostki zmieniono na gmina Aleksandrów Kujawski, włączając do niej jednocześnie obszary sołectw Białe Błota, Kuczek, Nowy Ciechocinek, Odolion, Otłoczyn, Słońsk Dolny, Słońsk Górny, Wola i Wołuszewo ze zniesionej gminy Raciążek.